# Марк Петроний Сура Мамертин
Марк Петроний Сура Мамертин (на латински: Marcus Petronius Sura Mamertinus; † 190/192 г.) е политик и сенатор на Римската империя през 2 век и зет на император Марк Аврелий.

## Биография
Мамертин е вероятно от италийски или от африкански произход. Син е на Марк Петроний Мамертин (суфектконсул 150 г.). Той е женен за Корнифиция, дъщеря на римския император Марк Аврелий и съпругата му Фаустина.
През 182 г. Мамертин е консул заедно с Квинт Тиней Руф. Между 190 – 192 г. Мамертин е екзекутиран заедно с неговия син Петроний Антонин и неговия брат Марк Петроний Сура Септимиан (консул 190 г.) по нареждане на брата на съпругата му император Комод.